# ASMAR

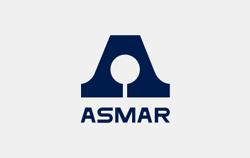
Logo da ASMAR.

A ASMAR (no passado Astilleros y Maestranzas de la Armada) é uma empresa de construção naval do Chile.
A empresa foi fundada em 1895 sob o nome Arsenales de Marina.